# Kiki Dimoulà
Vasiliki Dimoulà (nata Radou), detta Kiki (in greco Κική Δημουλά?; Atene, 6 giugno 1931 – Atene, 22 febbraio 2020), è stata una poetessa greca della seconda generazione del dopoguerra e membro regolare dell'Accademia di Atene della poesia. È stata la prima donna poetessa greca ad essere inclusa nella prestigiosa serie dei poeti dell'Editore Gallimard.

## Biografia
Nata nel giugno 1931 ad Atene con il nome da nubile di Vasiliki Radou e chiamata "Kiki", nel 1952 sposò il poeta e ingegnere civile Athos Dimoulas, dal quale ebbe due figli, Dimitris (1955) ed Elsi (1957).

## Carriera
Ha lavorato come impiegata presso la Banca di Grecia dal 1949 al 1973. È stata presidente della Fondazione Kostas ed Elenis Ourani (NPID di pubblica utilità sotto gli auspici dell'Accademia di Atene).
Fece la sua comparsa nel mondo delle lettere nel 1952, all'età di 19 anni, con la raccolta di poesie "Poesie", ma dopo un po' ripudiò quella prima raccolta. Il suo ingresso ufficiale nella poesia avviene nel 1956, con la raccolta "Erevos". Successivamente sono usciti "Erimin", "Epi ta ichni" e la raccolta "Un po' di mondo" per la quale è stato insignita del 2º Premio di Stato per la poesia. Il Premio di Stato per la poesia è stato vinto dalla sua raccolta "Haire moti", mentre le è stato assegnato il "Premio della Fondazione Ourani" per "Adolescence of Oblivion", che include la poesia "Come se scegliessi", dove la poetessa collega una passeggiata nel mercato pubblico con la fatalità della morte: “Faccio raramente acquisti. Perché lì ti dicono di scegliere./ È una comodità o un problema? Tu scegli e poi/ come porti il fardello/ che ha la tua scelta. […] Al massimo comprerò della terra. Non per fiori./ Per familiarità./ Lì non ha scelto. Lì con gli occhi chiusi".
Seguono le raccolte "One Minute Together", "Sound of Removals", "Outside the Plan", "Greenhouse Grass", "Transported to the Side", "The Euretra", "Public Weather" e "Ano dot".
In uno dei suoi discorsi sulla poesia, Dimoulà l'ha definita così:

### Proposta per il Nobel per la Letteratura
Il 16 gennaio 2020, il Ministro della Cultura Lina Mendoni ha nominato Kiki Dimoulà, in una lettera ufficiale al Comitato, per il Premio Nobel per la Letteratura.

### Morte
Il 2 febbraio 2020, Kiki Dimoulà è entrata nell'unità di terapia intensiva di Atene a causa dell'insufficienza respiratoria cronica di cui soffriva. Morì 20 giorni dopo, il 22 febbraio,, a causa di un arresto cardiaco dovuto a una grave broncopneumopatia cronica ostruttiva e insufficienza cardiaca.
Fu sepolta il 25 febbraio nel Primo Cimitero di Atene, spese pubbliche, alla presenza di parenti, rappresentanti delle arti e del mondo politico, tra cui il Presidente della Repubblica e il Primo Ministro